# Championnats d'Afrique de trampoline 2018
Navigation
Édition précédente Édition suivante
Les championnats d'Afrique de trampoline  2018 se déroulent en avril 2018 au Caire, en Égypte.
Les championnats comprennent des épreuves seniors et juniors. Ils sont organisés conjointement avec les Championnats d'Afrique de gymnastique rythmique 2018.

## Médaillés
| Épreuve                                   | Or                                                                        | Argent                                                                  | Bronze                          |
| ----------------------------------------- | ------------------------------------------------------------------------- | ----------------------------------------------------------------------- | ------------------------------- |
| Compétitions seniors                      |                                                                           |                                                                         |                                 |
| Trampoline par équipes hommes             | Égypte Omar Chafik Nour Elbahat Mohab Hassan Seif Asser Sherif            | Algérie Redha Messatfa Abdelkader Sabour                                | Non attribuée                   |
| Trampoline par équipes femmes             | Égypte Noureen Ghonem Manar Hassan Ashrakat Ismail Farah Khalil           | Non attribuée                                                           | Non attribuée                   |
| Double-mini trampoline par équipes hommes | Afrique du Sud Onke Mangele Star Mapeka Liyeba Nxobo Fusi Nyokana         | Angola Horacio Almeida Xavier Bernardo Repene Magalhaes Alexandre Simao | Non attribuée                   |
| Tumbling par équipes hommes               | Algérie Abdennour Annag Abdelnour Belkhirat Soheib Belkhirat Omar Drareni | Angola Horacio Almeida Xavier Bernardo Repene Magalhaes Alexandre Simao | Non attribuée                   |
| Trampoline individuel hommes              | Redha Messatfa                                                            | Seif Sherif                                                             | Abdelkader Sabour               |
| Trampoline individuel femmes              | Ashrakat Ismail                                                           | Farah Khalil                                                            | Noureen Ghonem                  |
| Trampoline synchronisé hommes             | Égypte Mohab Hassan Seif Sherif                                           | Algérie Redha Messatfa Abdelkader Sabour                                | Égypte Omar Chafik Nour Elbahat |
| Trampoline synchronisé femmes             | Égypte Ashrakat Ismail Farah Khalil                                       | Égypte Noureen Ghonem Manar Hassan                                      | Non attribuée                   |
| Double-mini trampoline hommes             | Star Mapeka                                                               | Fusi Nyokana                                                            | Horacio Almeida                 |
| Double-mini trampoline femmes             | Dinielle van der Poll                                                     | Non attribuée                                                           | Non attribuée                   |
| Tumbling hommes                           | Omar Drareni                                                              | Abdennour Annag                                                         | Gaofenngwe Tlatsana             |